# フォアゴー
フォアゴー（Forego、1970年 - 1997年）はアメリカ合衆国の競走馬。タフに長く走り続け、ウッドワードステークス4連覇などの記録を残した。通算成績は57戦34勝。エクリプス賞1974、1975、1976年度代表馬。20世紀のアメリカ名馬100選第8位。本馬を記念し、サラトガ競馬場でフォアゴーステークス（G1）が行なわれている。

## 戦績

### 3歳時
3歳の1月にデビューし、7戦3勝の成績でケンタッキーダービーに出走する。ここでセクレタリアトと生涯唯一の対戦となるが、セクレタリアトの驚異のレコードの前に11馬身差の4着と完敗を喫する（もっとも、この時のフォアゴーは8番人気であり、十分健闘の部類であった）。
その後は上昇気流に乗り、9月にはベルモントパークのダート8ハロンの一般戦でコースレコードを樹立。11月末のローマーハンデキャップで初重賞制覇。次走のディスカバリーハンデキャップはアケダクト競馬場ダート9ハロンのコースレコードで快勝。

### 4歳時
前年のローマーハンデキャップから5月のカーターハンデキャップまで6連勝。3月のワイドナーハンデキャップでG1初制覇。カーターハンデキャップでは後の大種牡馬であり、当時快速馬で鳴らしていたミスタープロスペクターを破っている。また、この年からニューヨークハンデ3冠に連年挑み続けることになる。ブルックリンハンデキャップ、ウッドワードステークス、ジョッキークラブゴールドカップステークスを制覇。

### 5歳時
ワイドナーハンデキャップ、サバーバンハンデキャップを制覇。ブルックリンハンデキャップ、ウッドワードステークス2連覇。

### 6歳時
メトロポリタンハンデキャップ、マールボロカップ招待ハンデキャップ制覇。ブルックリンハンデキャップ、ウッドワードステークス3連覇。

### 7歳時
メトロポリタンハンデキャップ2連覇。ウッドワードステークス4連覇の快記録を樹立。

### 8歳時
7月4日のサバーバンハンデキャップを最後に引退。

## 引退後
引退後はケンタッキー・ホース・パークにて余生を送っていたが、1997年に脚を骨折し安楽死となった。27歳だった。

## 血統表
| フォアゴーの血統（ハイペリオン系 / Sir Gallahad,Bull Dog 4x4=12.50%） | フォアゴーの血統（ハイペリオン系 / Sir Gallahad,Bull Dog 4x4=12.50%） | フォアゴーの血統（ハイペリオン系 / Sir Gallahad,Bull Dog 4x4=12.50%） | （血統表の出典）     | （血統表の出典） |
| 父 Forli 1963 栗毛 アルゼンチン                                       | 父の父Aristophanes 1948 栗毛 イギリス                                 | Hyperion                                                              | Gainsborough         | Gainsborough     |
| 父 Forli 1963 栗毛 アルゼンチン                                       | 父の父Aristophanes 1948 栗毛 イギリス                                 | Hyperion                                                              | Selene               |                  |
| 父 Forli 1963 栗毛 アルゼンチン                                       | 父の父Aristophanes 1948 栗毛 イギリス                                 | Commotion                                                             | Mieuxce              | Mieuxce          |
| 父 Forli 1963 栗毛 アルゼンチン                                       | 父の父Aristophanes 1948 栗毛 イギリス                                 | Commotion                                                             | Riot                 |                  |
| 父 Forli 1963 栗毛 アルゼンチン                                       | 父の母Trevisa 1951 栗毛 アルゼンチン                                  | Advocate                                                              | Fair Trial           | Fair Trial       |
| 父 Forli 1963 栗毛 アルゼンチン                                       | 父の母Trevisa 1951 栗毛 アルゼンチン                                  | Advocate                                                              | Guiding Star         |                  |
| 父 Forli 1963 栗毛 アルゼンチン                                       | 父の母Trevisa 1951 栗毛 アルゼンチン                                  | Veneta                                                                | Foxgrove             | Foxgrove         |
| 父 Forli 1963 栗毛 アルゼンチン                                       | 父の母Trevisa 1951 栗毛 アルゼンチン                                  | Veneta                                                                | Dogaresa             |                  |
| 母 Lady Golconda 1958 青鹿毛 アメリカ                                 | 母の父Hasty Road 1951 鹿毛 アメリカ                                   | Roman                                                                 | Sir Gallahad         | Sir Gallahad     |
| 母 Lady Golconda 1958 青鹿毛 アメリカ                                 | 母の父Hasty Road 1951 鹿毛 アメリカ                                   | Roman                                                                 | Buckup               |                  |
| 母 Lady Golconda 1958 青鹿毛 アメリカ                                 | 母の父Hasty Road 1951 鹿毛 アメリカ                                   | Traffic Court                                                         | Discovery            | Discovery        |
| 母 Lady Golconda 1958 青鹿毛 アメリカ                                 | 母の父Hasty Road 1951 鹿毛 アメリカ                                   | Traffic Court                                                         | Traffic              |                  |
| 母 Lady Golconda 1958 青鹿毛 アメリカ                                 | 母の母Girlea 1951 鹿毛 アメリカ                                       | Bull Lea                                                              | Bull Dog             | Bull Dog         |
| 母 Lady Golconda 1958 青鹿毛 アメリカ                                 | 母の母Girlea 1951 鹿毛 アメリカ                                       | Bull Lea                                                              | Rose Leaves          |                  |
| 母 Lady Golconda 1958 青鹿毛 アメリカ                                 | 母の母Girlea 1951 鹿毛 アメリカ                                       | Whirling Girl                                                         | Whirlaway            | Whirlaway        |
| 母 Lady Golconda 1958 青鹿毛 アメリカ                                 | 母の母Girlea 1951 鹿毛 アメリカ                                       | Whirling Girl                                                         | Nellie Flag F-No.9-f |                  |